# دیتر کوچک به پرواز احتیاج دارد
دیتر کوچک به پرواز احتیاج دارد (انگلیسی: Little Dieter Needs to Fly) فیلمی در ژانر مستند و مستند درام به کارگردانی ورنر هرتسوک است که در ۱۹۹۷ منتشر شد. از بازیگران آن می‌توان به دیتر دنگلر و ورنر هرتسوک اشاره کرد.